# Santuario di Santu Antinu

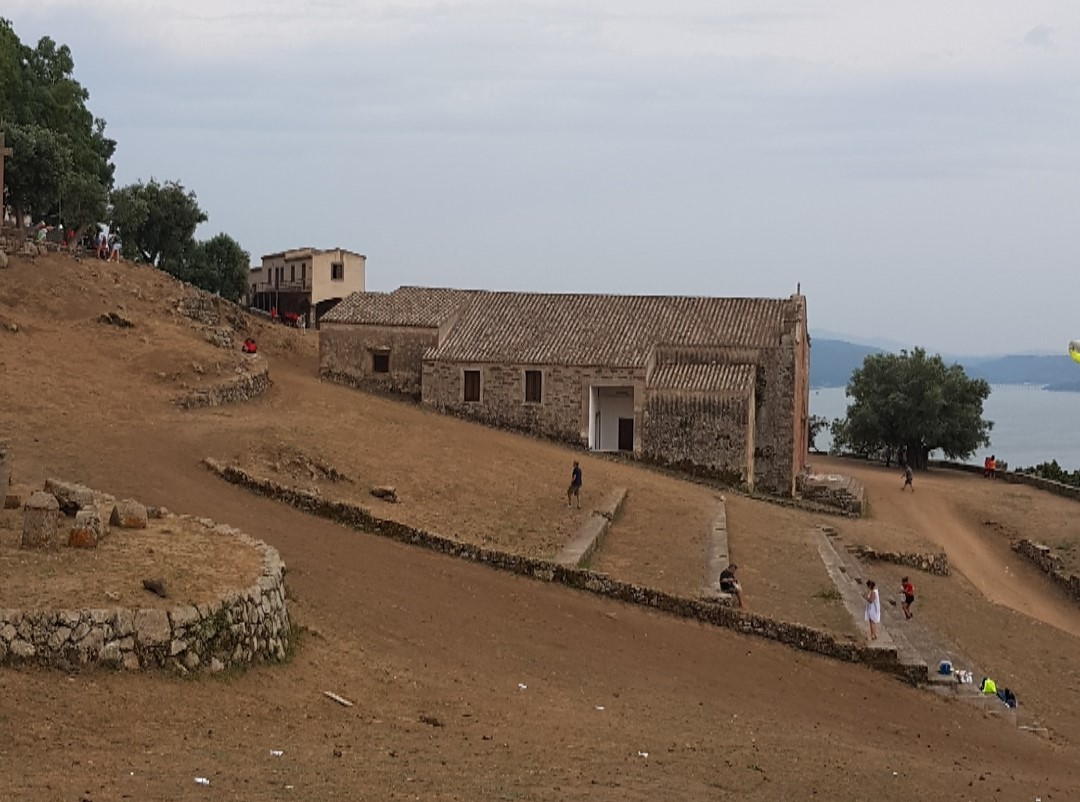
Vista laterale della chiesa con la vista sul lago Omodeo.

La Chiesa di San Costantino, localmente chiamata Cresia de Santu Antinu (a volte detto Santu Antine) è una chiesa campestre della Sardegna, ubicata su una collinetta chiamata Monte Isei, all'interno dei confini comunali di Sedilo. La chiesa è protetta da antiche mura, sorge all'interno di una vasta area in pendenza, all'interno della collina, da cui si può godere della vista panoramica sul vicino lago Omodeo. 
Nell'area intorno alla chiesa, all'interno di una cinta muraria, denominata sa corte, si svolge nel mese di luglio l'Ardia, spettacolare corsa a cavallo celebrata in onore di San Costantino, Augusto dell'Impero Romano (306-337) che nel 313 emanò l'Editto di Milano garantendo libertà religiosa e quindi contribuendo alla fine delle persecuzioni ai cristiani, il cui culto nell'isola è eredità della dominazione bizantina. 
Tra tutti i luoghi di culto dedicati nei territori della Repubblica Italiana a San Costantino (in Sardegna, Toscana, Tirolo italiano, Basilicata, Calabria), questo di Sedilo è il più importante.

## Storia

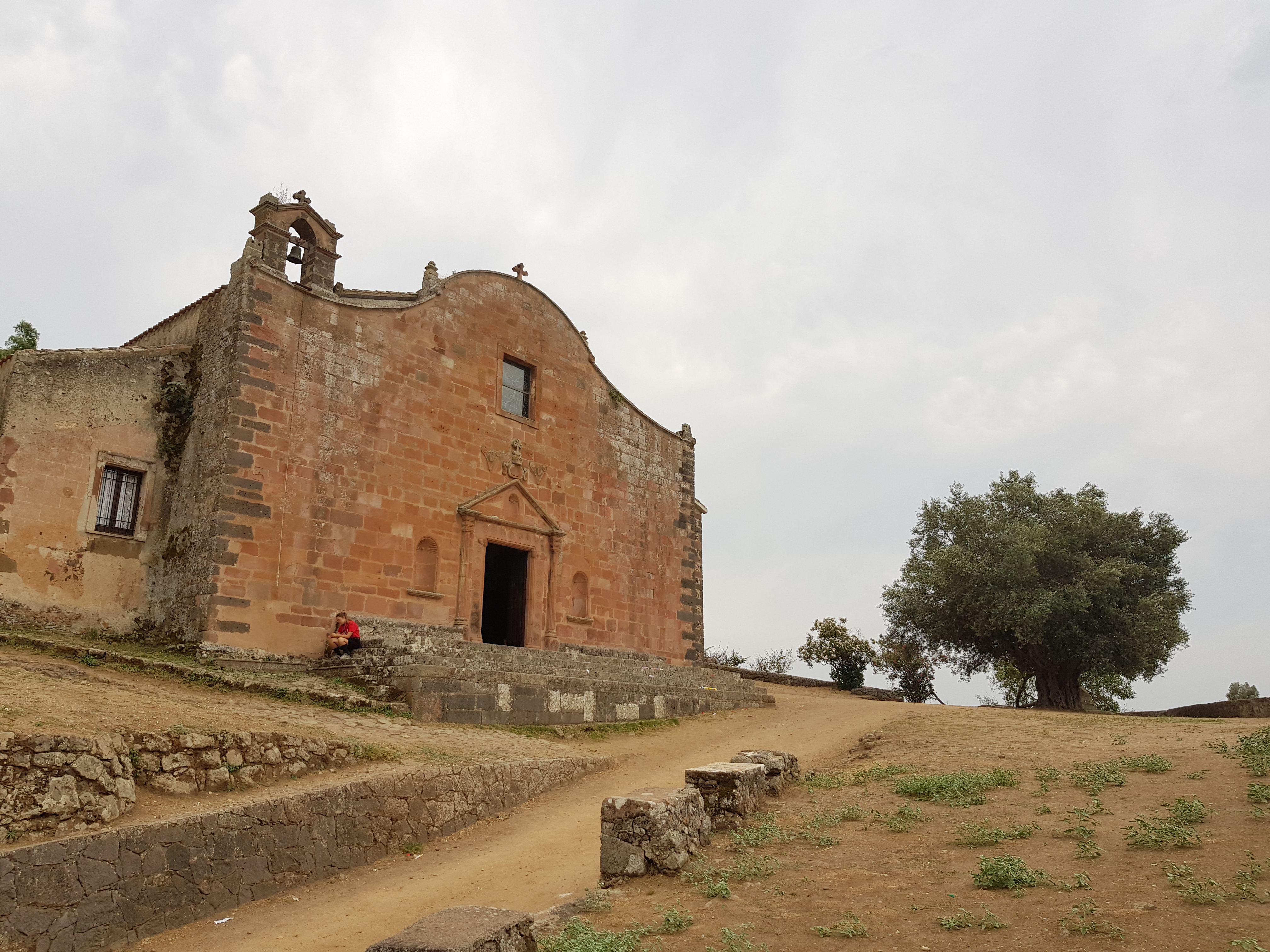
La chiesa del santuario.

Non si conosce l'epoca esatta di fondazione del complesso, tuttavia sappiamo che la principale chiesa attuale venne costruita intorno al XVI secolo su una costruzione preesistente del VI secolo dedicata allo stesso santo, eretta probabilmente da monaci basiliani dell'antico centro urbano di Nordai e abbandonata durante il XV secolo, periodo al quale risalgono alcune parti murarie della chiesa, in special modo all'interno del presbiterio e della sagrestia.
La costruzione attuale venne eretta intorno al XVI secolo, durante la dominazione spagnola, in stile gotico catalano, come attestato dall'aquila bicefala dello stemma dell'Imperatore del Sacro Romano Impero Carlo V d'Asburgo, allora anche Re di Spagna e di Sardegna come Carlo I, scolpita sul peduccio del costolone che dà verso l'altare dalla porta della sagrestia.
Questa però fu ristrutturata pesantemente nella seconda metà del XVIII secolo poiché ormai fatiscente, optando per una demolizione che conservasse il presbiterio, le due cappelle laterali e la sagrestia mentre venivano contemporaneamente ampliate le navate ed elevate le volte tramite anche l'abbassamento di circa un metro del pavimento, permettendo così la realizzazione di un piccolo rosone interno e l'innalzamento del presbiterio a rispetto dei canoni liturgici dell'epoca.
Di seguito venne rivista la facciata, adattata ai canoni del Settecento, sul cui lato destro s'imposta un piccolo campanile a vela. Un'iscrizione sulla stessa facciata, nonché sul secondo pilastro a destra della navata centrale, rivela la data di fine della ricostruzione al 1789.
La costruzione andò però incontro ad altri rimaneggiamenti nel XX secolo, a partire dalla demolizione e ricostruzione dell'altare maggiore nel 1904 sino alla sistemazione della mensa, dei gradini dell'altare della balaustra nel 1908 a carico del cagliaritano Enrico Spanu.
Nel 1912 infine l'interno della chiesa venne totalmente intonacato e affrescato per prepararlo alle celebrazioni che di lì a poco si sarebbero tenute in occasione del sedicesimo centenario della promulgazione dell'Editto di Milano del 1913.
Nel 2013 invece, in occasione del diciottesimo centenario della promulgazione dell'editto, il comune sedilese ha posto una lastra commemorativa in marmo nella parte di controfacciata della navata destra della chiesa, scolpendoci in color oro la parte principale e più famosa del testo dell'Editto di Milano.

## Descrizione

### Esterno

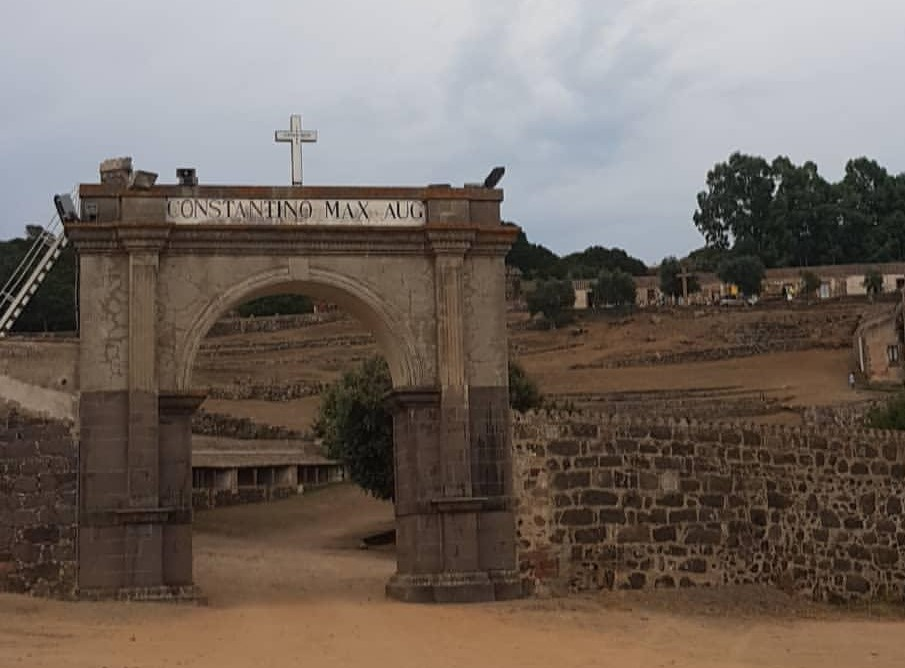
L'arco monumentale all'ingresso principale del santuario.

L'ingresso al santuario, protetto da una cinta muraria che dà al suo interno il nome di sa corte, è dato da due ingressi differenti; un secondario arco a tutto sesto in trachite rossa detto portale de ferru, ossia portale di ferro, poiché chiuso da un cancello di ferro, e un omologo principale detto portale de linna, ossia portale di legno, poiché costruito solo secondariamente in trachite rossa ma su un preesistente cancello di legno. Si tratta di un arco monumentale a una fornice in trachite rossa dedicato al titolare San Costantino, come rivela l'iscrizione latina posta sull'attico
nonché quella posta all'interno della croce che lo sovrasta
La comparsa in cielo di quest'ultima scritta accanto a una croce cristiana sarebbe stato uno dei segni che avrebbero predetto a Costantino la vittoria nella battaglia di Ponte Milvio, condotta contro il rivale Massenzio per la guida dell'Impero. 
Superati gli ingressi si ha accesso a sa corte, dalla quale si sviluppano dapprima i così detti muristenes, o cumbessias, dei loggiati dal tetto di canne, sostenuto da pilastrini, appoggiati internamente al muro perimetrale del santuario. Avevano la funzione originaria di alloggio ai pellegrini, punti di ristoro oppure di vendita delle merci, nonché al loro centro ospitare sa omo de s'eremitanu, ossia la casa del custode del santuario. Superati questi, sa corte si apre in una pianura ospitante un recinto circolare in muratura detto sa muredda, il quale, interrotto da un'apertura d'accesso, ospita al suo centro una colonna in marmo bianco sormontata da una croce.

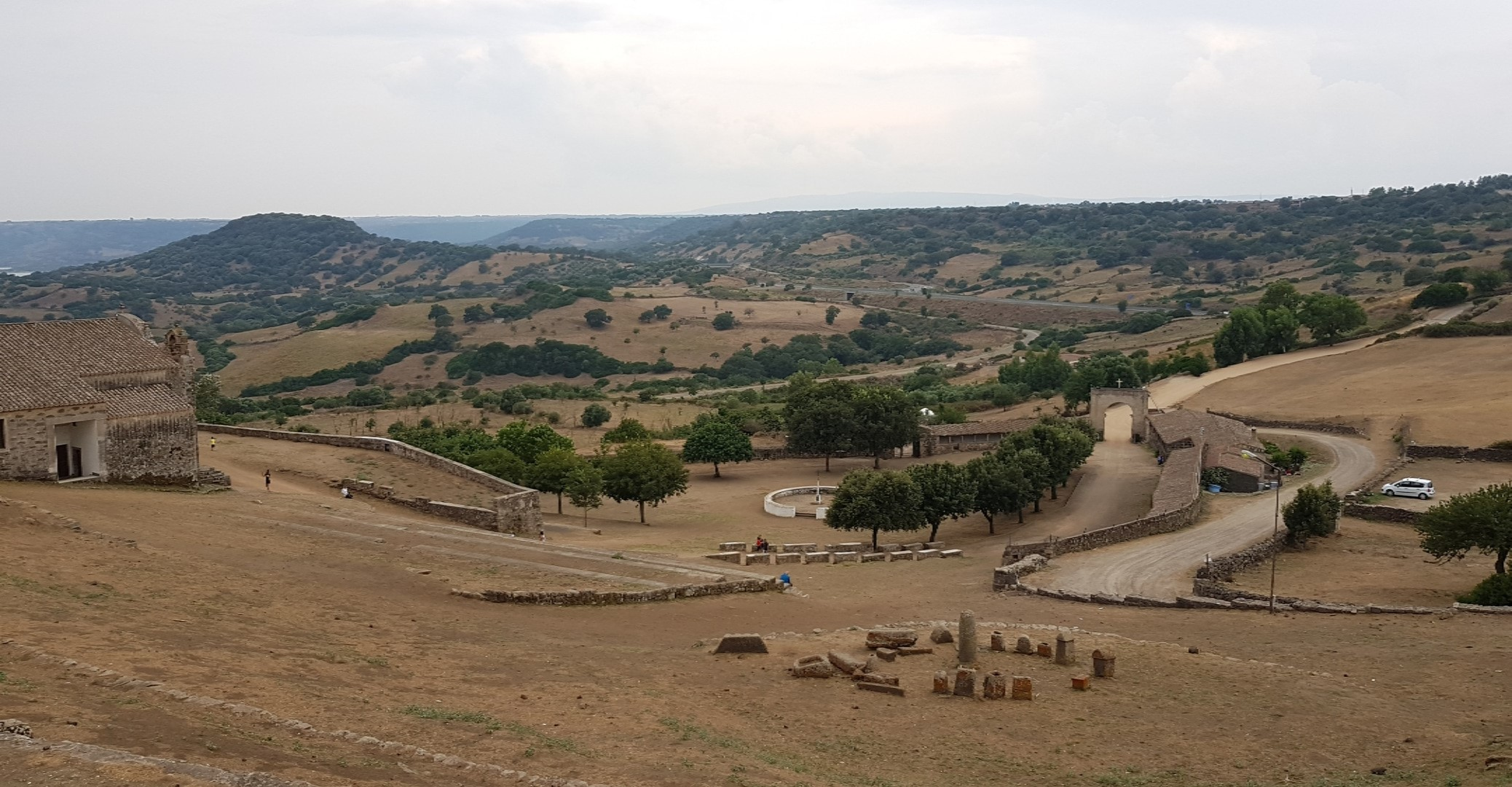
Vista dall'alto verso il basso del santuario, si notano tutte le costruzioni principali.

Dopo quest'ultima, sopra quello che risulta un bastioncino di terra data l'inclinazione del terreno, s'innalza la chiesa, fulcro del santuario. La facciata della chiesa, in trachite rossa a vista, è a terminale curvilineo. Il portale è sormontato da timpano retto da due semicolonne, sopra il quale s'innesta una delle due targhe a memoria dei lavori di ristrutturazione settecentesca. Ai lati e all'interno del timpano si trovano tre nicchie, mentre sopra si apre una finestra rettangolare. Sul lato sinistro della facciata si innalza un piccolo campanile a vela, ancora azionabile da una corda libera che scende lungo la facciata.
Più in alto rispetto alla chiesa, infine, si sviluppano altri muristenes, lungo i quali corrono una serie di sedili in pietra detti sas istradas.

### Interno
I più antichi muristenes sono costituiti da un vano ricevente luce e aria dalla porta e il pavimento in terra battuta.
Per quanto riguarda la chiesa invece rimane il presbiterio a pianta quadrangolare con volta a crociera e costoloni con peducci scolpiti alla base. L'aula, divisa in tre navate da pilastri e archi a tutto sesto, voltata a botte è ascrivibile all'epoca successiva ed è conclusa, a ridosso del presbiterio, con un arco ogivale.
Tra gli arredamenti interni della chiesa si possono notare due statue in legno e in parte d'oro raffiguranti la madre dell'imperatore Costantino, Flavia Giulia Elena, e papa Silvestro I, realizzate dal maestro Juan Juanuario Canopia su ordine del rettore del santuario, don Pedro Falqui, nel 1673. Altre due statue lignee, sempre appartenenti al XVII secolo, raffigurano invece Santa Maria di Nordai e Santo Stefano e sono collocate nelle cappelle laterali.
La statua di San Costantino in legno policromo è invece un ex voto donato presumibilmente nel 1886, data ricordata nella targa affissa sul basamento della stessa statua. Questa infatti sembra risalire a un periodo anteriore e potrebbe provenire da qualche altra chiesa campestre dedicata al santo e già andata distrutta verso la fine del XIX secolo. 
All'interno del luogo di culto sono esposti altri e numerosissimi ex voto, che ne rivestono quasi integralmente le pareti ed i pilastri.